# Mickiewicz-Park

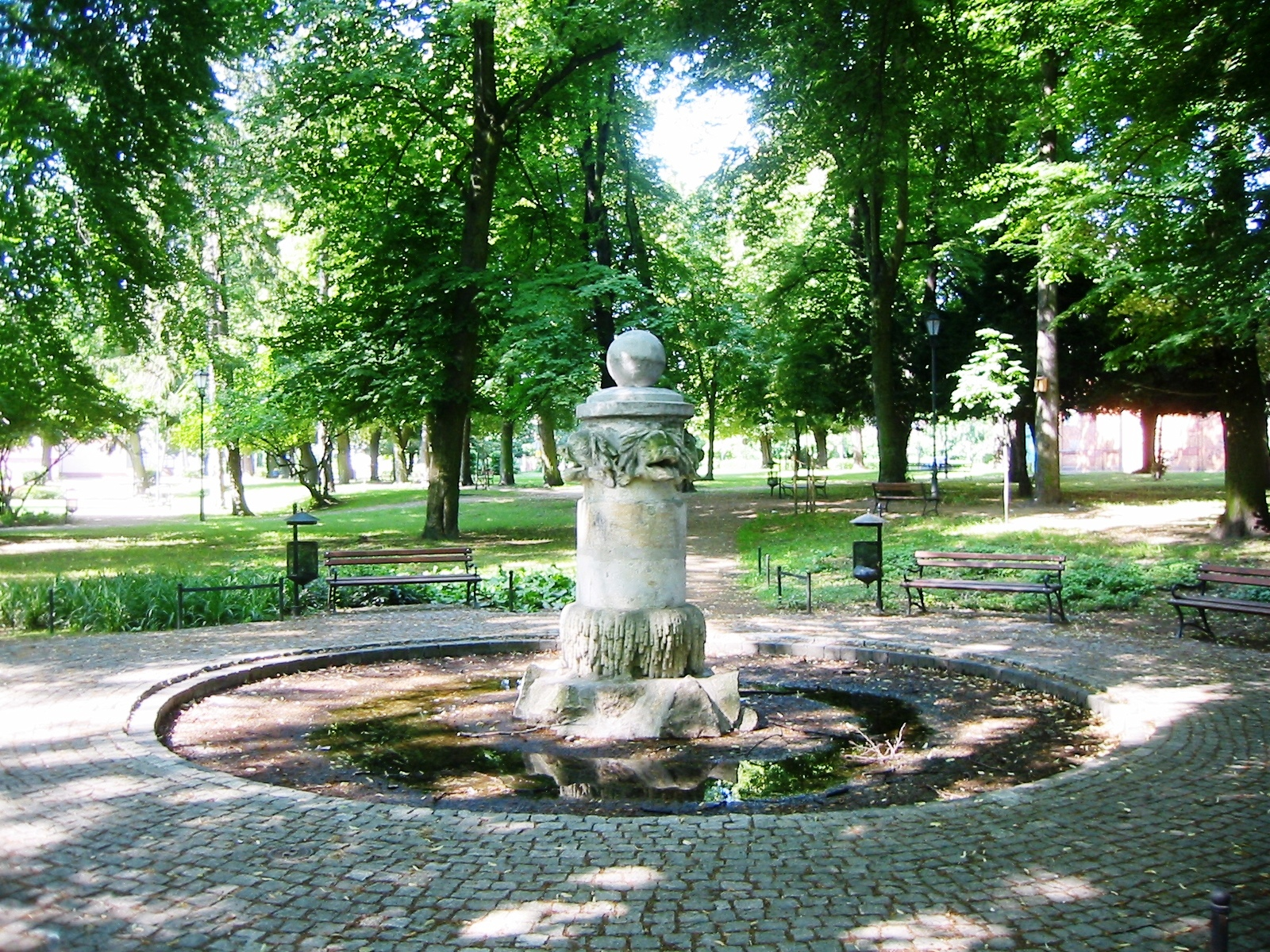
Mickiewicz-Park mit Brunnen in Gubin

Der Adam-Mickiewicz-Park (polnisch: Park Adama Mickiewicza) ist ein 0,6 Hektar großer öffentlicher Park in Gubin, einer Stadt im polnischen Teil der Niederlausitz. Der Park liegt zwischen der Ulica Dąbrowskiego im Norden, der Ulica Słowackiego im Süden sowie der Lubsza, die ihn im Osten und Westen begrenzt. Er ist nach dem polnischen Nationaldichter und wichtigsten Vertreter der polnischen Romantik Adam Mickiewicz benannt.

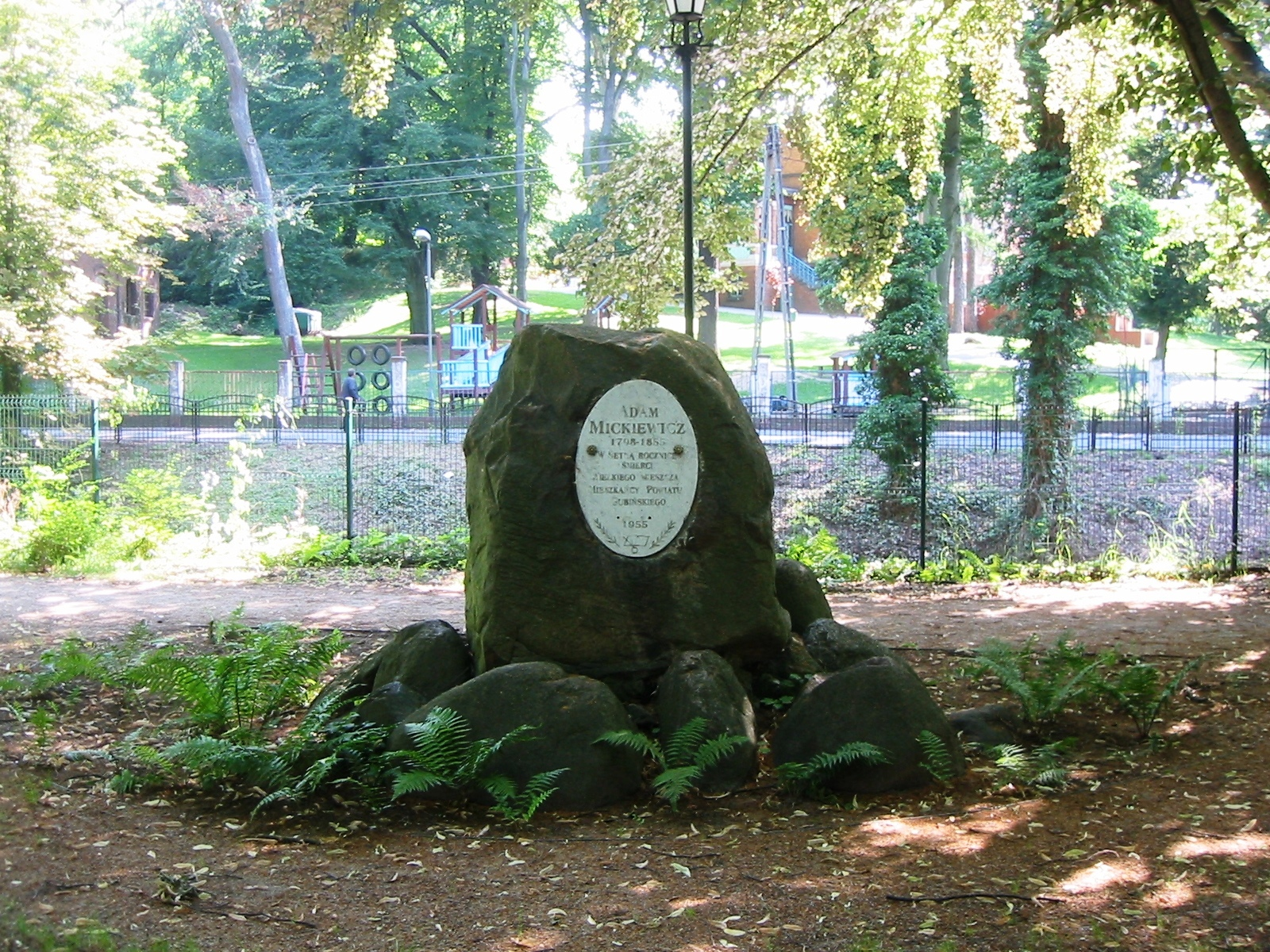
Gedenkstein für Mickiewicz

Das Gelände des heutigen Parks war einst eine Sumpfniederung, die mit Bäumen bewachsen war. 1873 rodete man die Fläche und legte den Wilhelmsplatz an. Ein Jahr später errichtete man dort ein Denkmal, um an 100 Soldaten des Gubener Stadtbataillons zu erinnern, die im Deutsch-Französischen Krieg 1870/1871 gefallen waren. Auf Initiative des Stadtrates Adolph Jackeschky wurde um den Platz herum der heute noch erhaltene Park angelegt. Ihm zu Ehren stellten die Bewohner Gubins einen Findling aus dem ehemaligen Stadtwald im heutigen Dzikowo auf und brachten eine Gedenktafel an. Zum 100. Todestag Mickiewicz wurde die Tafel abgenommen und durch eine Marmorplatte zu Ehren des Nationaldichters ersetzt. Südlich des Findlings befindet sich ein Brunnen, der ursprünglich vor der Stadt- und Hauptkirche aufgestellt war. Auf dem Sockel befand sich eine 1791 hergestellte Skulptur „Karpfenjunge“ eines Bildhauers der Königlichen Akademie in Berlin. Der Verschönerungsverein der Stadt setzte sie 1908 auf einen Sockel mit vier Fischköpfen an den heutigen Standort um. Die Figur ist nicht mehr erhalten. Auf dem Gelände befinden sich Eichen, Linden, Ahorn, Lärche, Kastanien, Akazien, Lebensbäume, Eiben, Ulmen, Götterbaume und Buchen.
Der Park ist Teil eines „Grünen Pfads“ mit dem eine „engere touristische Vernetzung von Guben und Gubin“ erreicht werden soll. Dabei werden Fördergelder des Projektes Operationelles Programms zur grenzübergreifenden Zusammenarbeit Polen (Woiwodschaft Lebus) – Brandenburg 2007–2013 genutzt.
Westlich des Parks befindet sich ein Tor und ein Mauerstück, das an die Stadtmauer aus dem 15. Jahrhundert erinnern soll. Es handelt sich um ein Geschenk des Fuhrunternehmers Wilhelm Wilke, der 1892 dieses Bauwerk der Stadt vermachte.